# Ben Barry
Ben Barry ist ein von Gérald Forton im realistischen Stil gezeichneter frankobelgischer Comic.
Das Westernabenteuer mit der Figur Ben Barry als Titelheld erschien erstmals 1961 in der belgischen und französischen Ausgabe von Tintin sowie in der niederländischen Version Kuifje. Die albenlange Fortsetzungsgeschichte füllte eine Lücke zwischen den Westernserien Jack Diamond und Lieutenant Burton, die von Liliane und Fred Funcken gezeichnet wurden. Gérald Forton gab danach noch eine vierseitige Kurzgeschichte heraus.
Das Album veröffentlichte Pan Pan 2011.